# Life for Rent
Life for Rent – drugi album studyjny brytyjskiej piosenkarki pop Dido wydany w 2003 roku.

## Lista utworów
1. „White Flag” (Dido Armstrong, Rollo Armstrong, Rick Nowels) – 4:01
2. „Stoned” (D. Armstrong, R. Armstrong, Lester Mendez) – 5:55
3. „Life for Rent” (D. Armstrong, R. Armstrong) – 3:41
4. „Mary’s in India” (D. Armstrong, R. Armstrong) – 3:42
5. „See You When You’re 40" (D. Armstrong, R. Armstrong, Aubrey Nunn) – 5:20
6. „Don’t Leave Home” (D. Armstrong, R. Armstrong) – 3:46
7. „Who Makes You Feel” (D. Armstrong, R. Armstrong, John Harrison) – 4:21
8. „Sand in My Shoes” (D. Armstrong, Nowels) – 5:00
9. „Do You Have a Little Time” (D. Armstrong, Bates, Nowels) – 3:55
10. „This Land Is Mine” (D. Armstrong, R. Armstrong, Nowels) – 3:46
11. „See the Sun” (D. Armstrong) – 10:36
  - „See the Sun” (5:04) i poprzedzany ponad dwuminutową ciszą ukryty utwór „Closer” (3:29)

## Odbiór

### Nagrody
Life for Rent zostało nominowane do nagród BRIT Awards w kategorii „Najlepszy album brytyjski” w 2004 roku, konkurując z albumami Daniela Bedingfilda (Gotta Get Thru This), Blur (Think Tank) i The Coral (Magic and Medicine), ale wszyscy przegrali z albumem The Darkness (Permission to Land). „White Flag” zdobyło w 2004 roku nagrodę Ivor Novello Awards w kategorii „Międzynarodowy hit roku”.

### Sprzedaż
Life for Rent spędziło 10 tygodni na szczycie listy sprzedaży albumów w UK. Pozostał również na liście przez 52 tygodnie. The Life for Rent Tour trwała do 2004 roku, Dido wystąpiła prawie na całym świecie.
W Australii album zadebiutował na 1. miejscu listy sprzedaży albumów ARIA i stał się jednym z najlepiej sprzedających się albumów 2003 roku, pokrywając się sześciokrotną platyną ze sprzedażą 420 tysięcy kopii. Dido powtórzyła tym samym wynik swojego poprzedniego albumu, No Angel.
Jest to najszybciej sprzedający się album kobiety, sprzedając się na całym świecie w ponad 5 milionach egzemplarzy. W ciągu 5 dni album zyskał milion nabywców.
W Polsce nagrania osiągnęły status złotej płyty.